# Гулльфаксі

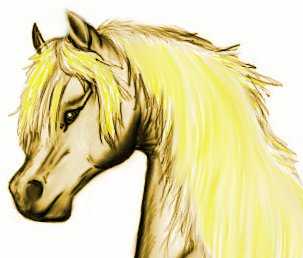
Гулльфаксі

Гулльфаксі (давньоскандинавська: [ˈɡulːˌfɑkse]) — чарівний кінь в скандинавській міфології. Його ім'я значить «золота грива».
Як оповідається в міфах, спочатку кінь належав велетневі Грунгнірові, а потім був переданий Магні його батьком Тором як винагорода за допомогу в битві з Грунгніром.
В міфах Гулльфаксі є конем, який однаково переміщається як землею, так й повітрям чи водою. Поза тим, він не є таким самим швидким, як Слейпнір, кінь Одіна.
Кінь Гулльфаксі був частим персонажем ісландських дитячих казок та згадувався в низці творів літератури жанру фентезі.